# 氷見市ふれあいスポーツセンター
氷見市ふれあいスポーツセンター（ひみしふれあいスポーツセンター）は、富山県氷見市鞍川の、ふれあいの森内に所在する総合運動施設（体育館）。愛称は「ふれスポ」

## 概要
氷見市はハンドボールが盛んなハンドボールの街であり、2000年とやま国体のハンドボール競技会場に選ばれたことを受け、新たな総合体育施設の計画を立て、1996年に氷見市ふれあいの森内にて着工、1999年4月9日に完成し、同年4月14日に竣工式が行われオープンした大小のアリーナと柔道場、剣道場、弓道場などを備えた複合スポーツ施設であり、各種スポーツ競技会などが開催されるほか、市民のスポーツ振興拠点となっている。また、災害対策施設としても活用される。総工費は約45億9700万円である。
敷地面積は25,350m2、建築面積は10,561m2、延床面積は12,187m2。 
現在ハンドボールリーグ、リーグH男子チームの富山ドリームスのホームアリーナの一つであるほか、毎年3月下旬に開催される、中学生の3大ハンドボール競技会のひとつ「春の全国中学生ハンドボール選手権大会（春中ハンド）」のメイン会場となっており、それにともない、ハンドボール競技を行う全中学生の憧れの聖地となっている。 
また、リーグHの女子チームである、射水市のプレステージ・インターナショナル アランマーレ富山や、バレーボールのSV.LEAGUE女子チームである、黒部市のKUROBEアクアフェアリーズ富山などの主催試合などが行われている。 
以前は、愛知県のV.LEAGUE男子チーム、豊田合成トレフェルサ（現 ウルフドッグス名古屋）が2019-20年シーズンまで氷見市を第2のホームタウンとしていたため、当スポーツセンターをホームアリーナとして主催試合を行っていたほか、バスケットボールB.LEAGUEの富山グラウジーズは、bjリーグ時代に主催試合などを行っていた。

## 施設
- アリーナ
  - メインアリーナ : 54m×44m（2,376m2）[5]、天井高 20m 
    - バスケットボール・ハンドボール 2面、バレーボール・テニス 3面、バドミントン 12面、卓球28台 等
    - 観客席 2,350人（固定席 1,350人・可動席 1,000人）[5]
    - 本部室、主催者室、審判室、更衣室、控え室、放送室など

  - サブアリーナ : 44m×26m（1,144m2）[5]、天井高 13m 
    - ハンドボール・テニス 1面、バスケットボール 2面、バレーボール 2〜3面、バドミントン 5面、卓球 14台 等
    - 観客席 なし
    - 本部室、審判室、放送室、幼児体育室など
- 柔道場 
  - 柔道場: 29m×16.76m（486.04m2） [5]
    - 240畳（2面） [5]
    - 観客席 130人 [5]
    - 師範室、更衣室など
- 剣道場 
  - 剣道場: 29m×16.76m（486m2） [5]
    - 11m×11m（2面） [5]
    - 観客席 130人 [5]
    - 師範室、更衣室など
- 弓道場 
  -     - 近的(28m) 10人立ち[5]
    - 遠的(60m) 3人立ち[5]
    - 審判室、巻藁室、弓具庫など
- その他の施設 
  -     - 会議室 : 3室・研修室（65畳）、風呂
    - 防災サブ本部室・備蓄倉庫
    - ふれあいの広場[5]
- 芝生広場（約5,600m2）
- 駐車場（無料）